# 鳴門の渦潮

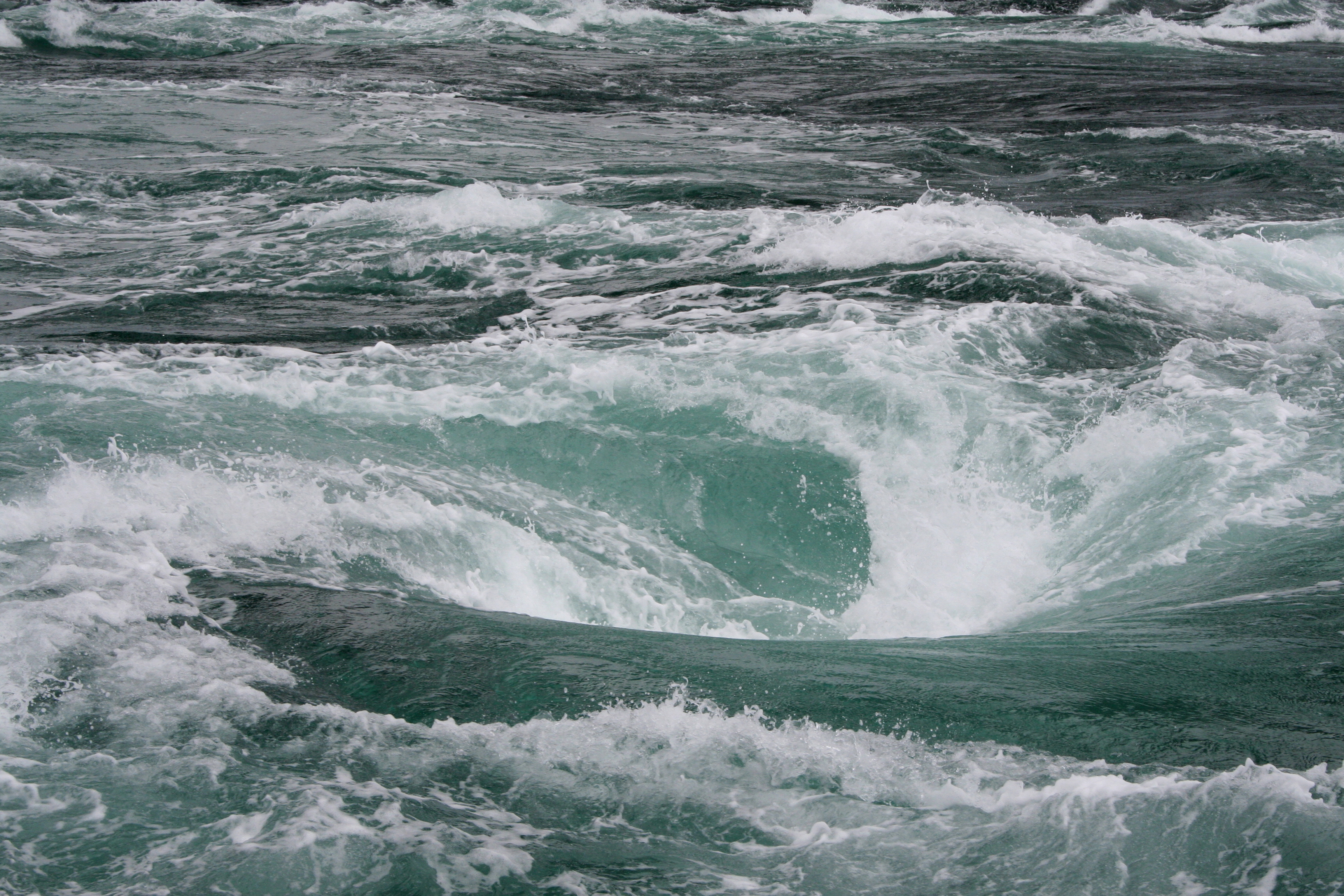
鳴門の渦潮

鳴門の渦潮（なるとのうずしお）は、徳島県鳴門市と兵庫県南あわじ市の間の鳴門海峡で発生する渦潮である。大潮の際には渦の直径は最大で30メートルに達するといわれることもあり、渦の大きさは世界最大級といわれる。

## 発生のメカニズム

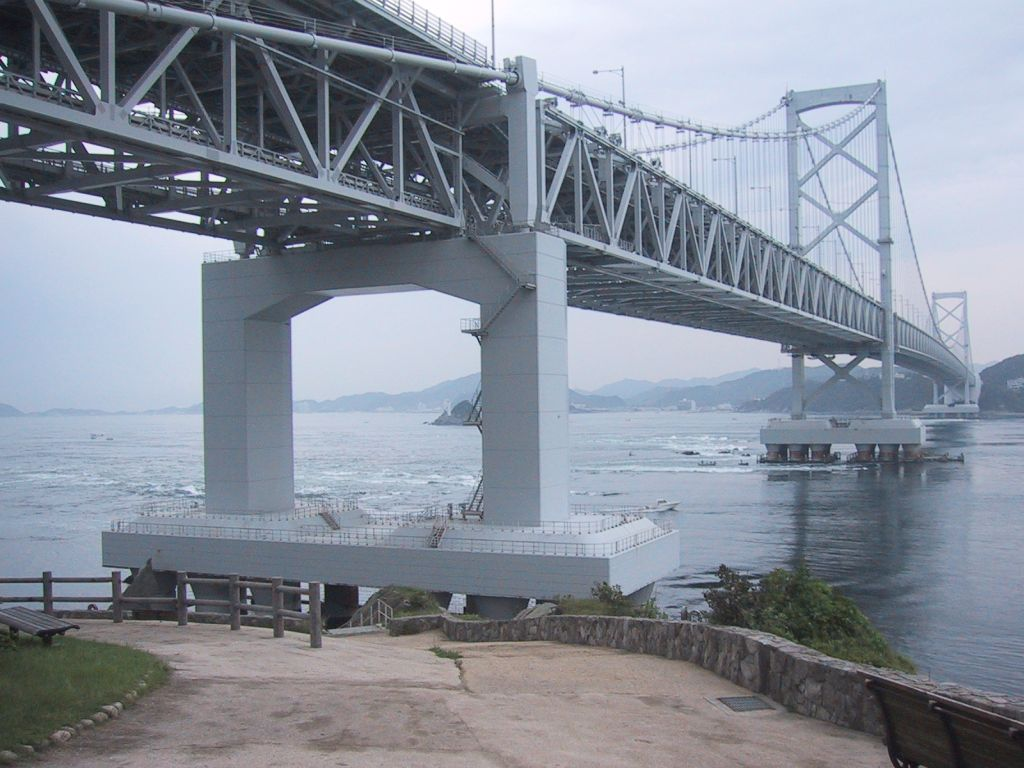
淡路島から見た鳴門海峡。右から流れている。

鳴門海峡は、本州と四国の間にある瀬戸内海と太平洋とを結ぶ海峡の一つで、幅が約1.3キロメートル。潮汐により1日に2回、大量の海水が瀬戸内海に流れ込み、また同様に1日に2回瀬戸内海から流れ出す。したがって、この干潮、満潮により6時間毎に起こる。瀬戸内海と太平洋の水位差は最高で1.5メートルにも及ぶ。海峡の幅が狭いことに加え、海底の複雑な地形も影響し、潮流は13キロメートル毎時から15キロメートル毎時の速度で流れる。大潮の時には20キロメートル毎時に達することもある。この潮流の速度は日本で一番速く、イタリアのメッシーナ海峡やカナダのセイモア海峡と並んで「世界三大潮流」にも数えられることもある。
この速い潮流と、海峡両岸に近い穏やかな流れの境目において、渦が発生する。複数の渦が発生し、左巻き・右巻きともに生じ、合わさったり分かれたりする。春・秋の大潮の際が大きいとされ、渦の直径は大潮の際は大きいもので10メートルから20メートルほどに達する。また、渦自体の深さは20メートル以上に達するとみられる。

## 渦潮の鑑賞
遊覧船や両岸から見ることができる。また海峡にかかる大鳴門橋の道路下鳴門側に渦潮観光施設「渦の道」（海面からの高さ45メートル）があり、ガラス床から渦潮を見ることができる。橋の上にある神戸淡路鳴門自動車道の路肩は駐停車禁止で、道路も最低時速50キロメートル毎時以上で走行しなければならない。

## 世界遺産を目指して
淡路島内3市等による「『鳴門のうず潮』世界自然遺産登録推進協議会」の発足（2012年10月）や南あわじ市と鳴門市による「『鳴門海峡の渦潮世界遺産化』推進交流会」の発足（2013年9月）など、世界遺産登録を目指した取り組みが進められている。
単独での登録方針とは別に、ノルウェーやスコットランド（イギリス）における同様の海流現象（渦潮#有名な渦潮参照）との共同申請の可能性を探ることになった。

## ギャラリー

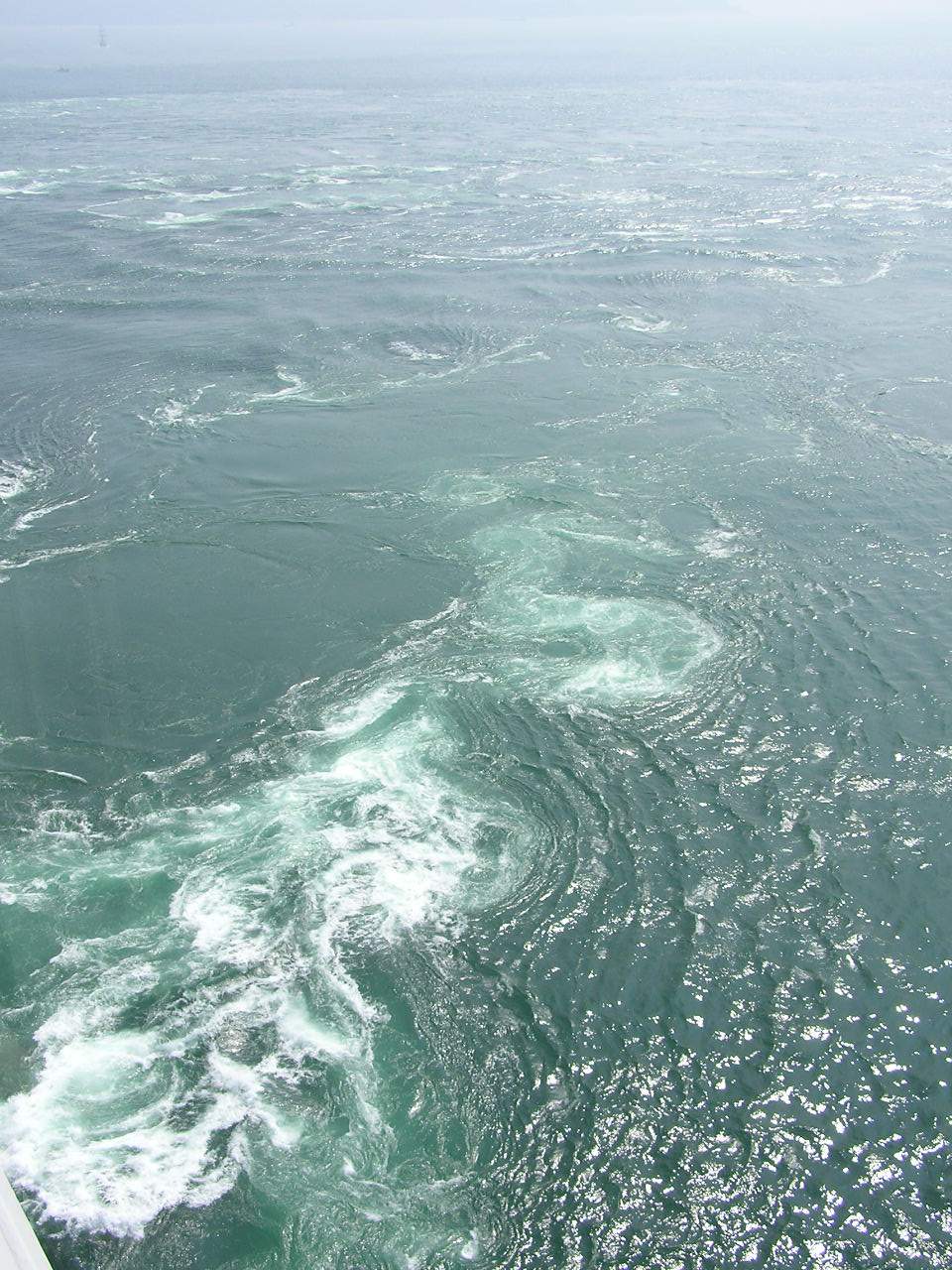
複数の渦潮
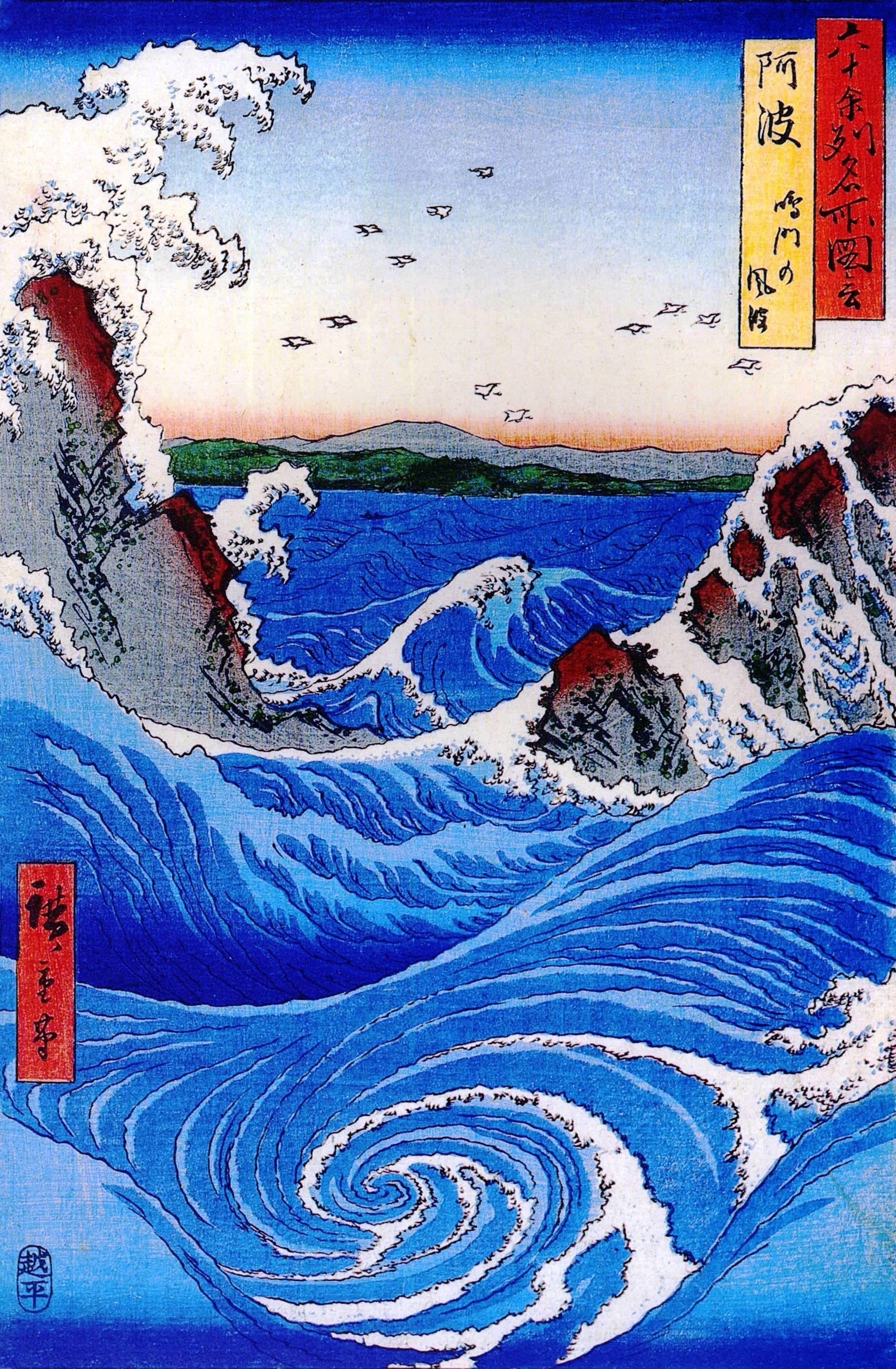
鳴門の渦潮を描いた歌川広重の浮世絵『六十余州名所図会「阿波 鳴門の風波」』